# يافع
يافع هي مدينة ومركز مديرية يافع جنوب اليمن، وتقع في محافظة لحج شمال شرق عدن في اليمن. بلغ عدد سكانها 75014 نسمة عام 2004.

## التاريخ
يصف المؤرخون والنسابة يافع بأنها بطن من ذي رعين ثم من حمير وأول من ذكرهم هو أبن الكلبي الفضاعي في كتابه نسب معد واليمن الكبير ونسبهم هو يافع بن قاول بن يزيد بن ناعته بن شراحبيل بن الحارث بن زيد بن ذي رعين أما النسابة الشهير أبو الحسن الهمداني (القرن الرابع الهجري)فقد فصل في أنساب ذي رعين وقال
| يافع | فـ أنجب ناعتة زيد بن ناعتة وزيد انجب قاول بن زيد وقاول انجب حجيرا وشرحبيل ونفيل ويافع السرو وينكف أبناء قاول ويافع بن قاول انجب : بلدة وجحيملان أبناء يافع ومنهم انتشرت بطون يافع, وهم أنجد حمير باليمن، وفرسانهم قليل وهم على ما قال لي محمد بن مسلم أخو بني قاسد : الاريوم، وأذان، والذراحن، وبنو قاسد، والابقور، وبنو شعيب، وكلد، والسياون وهم أهل الهجر، وبنو سمى، وبنو صائد، وبنو أديد مسكنهم ضول، والاصووت ولهم ثروه، وهم من أنجد رجال اليمن، واخبارهم في عصرنا تكثر واشراف يافع في اليمن اليوم أي في عصر الهمداني بنو أحمد عبد الجبار بن محمد بن عبد الله بن زايد بن عاصم بن مرشد بن يفضل بن ذي جنى بن النظير بن يزيد الاصغر بن عمر بن مره بن ذي يزن بن يريم الاكبر بن شرحبيل بن يافع بن قاول | يافع |

## الجغرافيا
وجغرافية منطقة يافع في معظمها شديدة الوعورة والتضرس، وتشكل تقريباً نموذجا ًمصغراً لسطح اليمن العام، فهي تنقسم - كما هو حال اليمن - إلى ثلاثة أقسام طبيعية مختلفة هي:
أولأ_منطقة الهضبة : وهي عبارة عن لسان تأتي امتداد لهضبة اليمن من جهة البيضاء وقع في إطارها كل من مناطق الحد وفيها مدينة -بني بكر- (وتسمى قريش بن وائل كذلك) وهي أكبر مدينة في يافع وفي محافظة لحج وتتكون من سبع قبائل هم قبيلة آل القاضي بن عزالدين وآل دينيش وآل إبراهيم وآل العمري وآل بيبك الحسني وآل يزيد وآل سنان وتتبع مكتب الضبي) و، الضبي، ولبعوس والموسطة وجبل اليزيدي وتنتهي في منطقة المفلـحي حيث يختفي السطح المستوي، وتظهر الجبال الحادة، خصوصاً باتجاه مشألة.
ورغم صغر مساحة منطقة الهضبة نسبياً إلا أنها تحتوي على أهم المواقع والقرى الكبيرة في يافع، كما أنها تمثل أكثر المواقع ارتفاعاً في يافع ومنها جبل ثمر الذي يصل ارتفاعه إلى حوالي 3200 متر عن سطح البحر، ويتميز مناخ تلك المنطقة بالبرودة شتاءً وبالاعتدال صيفاً وبانخفاض معدل المطر السنوي نسبياً.
ثانياً_المنطقة الجبلية الوسطى : وهي تلي منطقة الهضبة، وتقل ارتفاعاتها كلما اتجهنا جنوباً، وتمتد إلى محاذاة الساحل. وتتميز بسطح جغرافي شديد الانحدار والوعورة وتتخلل جبالها الكثيرة العديد من الوديان الضيقة ومنها وادي حطيب، وادي يهر، وادي ضول، وادي ذي ناخب، وادي حمومة، وادي سلب، وادي حطاط وغيرها. وهذة المنطقة تستقبل معدلات أمطار سنوية بشكل أفضل، وتحتوي وديانها على العديد من الينابيع والغيول الموسمية أو الدائمة لكن بحكم طبيعتها فإن المساحات الزراعية فيها محدودة فهي أما عبارة عن مدرجات صغيرة على جوانب بعض الجبال أو عبارة عن مساحات ضيقة في جوانب الوديان، ويزرع في اطارها البن والحبوب وغيرة ويتركز النشاط والكثافة السكانية فيها في نطاق المناطق المرتفعة المجاورة لمنطقة الهضبة وعلى امتداد الحد المائي الفاصل بين المياه التي تتجة غرباً باتجاه وادي يهر ووطن والتي تتجة شرقاً باتجاه سباح وسلب نظراً لكثرة أمطارها من ناحية ولاتساع مساحة مناطقها النسبية من الناحية الثانية مثل رصد والسعدي وسرار.
ثالثاً_ المنطقة الساحلية : وهي أكبر المناطق الثلاث مساحة وتقع في ساحل أبين في المنطقة الممتدة بين مصب وادي بنا وساحل البحر وتتميز بخصوبة تربتها وأهم مدنها جعار والحصن
تترابط يافع فيما بينها بسلسلة جبلية موزعة الاتجاهات، ومناخها بارد قارس، وتتناثر قرى يافع على سفوح الجبال وسهول الوديان، وهي إقليم يحتل مساحات شاسعة من محافظتي لحج وأبين المترامية الأطراف، وتقع شمال شرق محافظة لحج وشمال محافظة أبين.

### إقليم السلطنة العفيفية
وفي التاريخ الحديث كانت يافع إقليم السلطنة (العفيفية) الشامخة على جبل (القارة)، والذي يقع بين مفترق طرق القبائل المنتشرة في إقليم يافع العليا والسفلى. كما أن السلطنة (القعيطية) في حضرموت تعتبر امتدادا ليافع.. وكذلك سلطنة (العيدروس) في لحج.. حيث تعود إليها جذور أولئك السلاطين. وايضا سلطنة عزبة رابنز وزعيمها أبو الأمير وبعض الشباب فيها.

## الجبال
الجبال في يافع كثيرة وسيقتصر حديثنا على ذكر أهمها وما تتميز بها تلك الجبال:
| - جبل القارة - جبل ثمر - جبل العر - جبل قنداس - جبل مسلمي - جبل حبة - الجبل لعلي - جبل ذي مرسوع - جبل سنام - جبل اليزيدي | - جبل لمطور - جبل مسعود - جبل كساد - جبل الدرفان - جبل الحميري - جبل السعدي - جبل الشبر - جبل أهل علي - جبل لحمر |

### جبل القارة
يبلغ ارتفاع جبل القارة، الذي يعتبر من أهم المعالم الجغرافية والتاريخية ليافع، حوالي 2500 متر تقريباً عن سطح البحر-غير مؤكد يحتاج لمصادرمؤكده-وعلى ذلك الجبل الشامخ يقع مركز حكم السلطان العفيفي (القارة) المتميز بالمباني ذات الطابع الحميري الفريد من نوعه، وترتفع بعض قصوره إلى ستة طوابق، وشيدت جدرانها وسقوفها بالأحجار البيضاء (الرخام)، التي ما تزال قائمة حتى الآن دون أن تتأثر بعوامل الطبيعة، باستثناء بعض القصور التي تعرضت للقصف الجوي من قبل طائرات الاستعمار الإنجليزي.
وتعد (القارة) من أهم المعالم الأثرية بمنطقة يافع وأشهرها، وتعتبر متحفاً طبيعياً فريداً، من حيث الطبيعة الخلابة التي تمثل آية في الجمال، نظراً لموقعها الاستراتيجي الجذاب وطابعها المعماري (الحميري) الفريد في مبانيها (منازل- مساجد- أضرحة- صهاريج- مدافن وقصور).
وأعطاها موقعها أهمية عظيمة عند قبائل يافع، حيث تعد محوراً للمكاتب (مراكز مشائخ القبائل بيافع)، وجميع تلك المكاتب (التي هي مجموعة من القبائل) تأتي عبر الطريق المؤدي إلى جبل (القارة)، وكل تلك الطرق مرصوفة بالأحجار ومدعمة بالجدران الساندة العملاقة ليسهل مرور الخيول والبغال والجمال، وتلتقي كل الطرق في جبل (الجراشة) الواقع شمال (القارة)، ومن ثم يبدأ الصعود بسلم (القارة) الحجري، إلى حيث الدخول من بوابتها الشهيرة (سدة القارة).

### جبل ثمر
يقع هذا الجبل في جنوب رداع في أراضي يافع، وهو جبل مرتفع يشرف على كافة
الأراضي المجاورة يرتفع عن سطح البحر (6900 قدم) ويبدو أنه واحد من تلك
الجبال المقدسة في فترة ما قبل الإسلام حيث عثر في سطحه على بقايا مدينة
قديمة لم يبق من معالمها سوى أساسات لمباني قديمة، وبعض شقاف الفخار
المتناثرة على السطح. ولكننا من خلال النقش الذي يعود تاريخه إلى نهاية
القرن الأول الميلادي، وهو (ث م ر)، كان عليه معبدا هاما من معابد
الإله (ش ي أن) يدعى (ثمر)، وربما أن تلك الأثار التي وجدة في قمة
جبل ثمر هي بقايا ذلك المعبد.

### جبل العر
وهو من أعلى الجبال في يافع، ويقع فيما بين جبلي ثمر وكساد إلا أنه لم يحظ
بالدراسة الأثرية في الوقت الحالي، ولكن يعرف من خلال أهالي المنطقة أن
في قمته توجد خرائب كثيرة أساساتها مبنية بأحجار أثرية منهدمة، وطالما أن
الجبلين الآخرين كانا يحتويان على معابد للآلهة فلا يستبعد أن هذا الجبل
كان يحتوي في قمته أحد معابد الآلهة القديمة.

### جبل حبه
جَبَل “حَبَة” في سرو حِمْيَر –يافع، يُنسب إلى أحد رجالات حِمْيَر هو “حَبَة بن زُرعة بن سبأ بن وائل بن سدد بن زُرعة بن سبأ الأصغر”، كما ورد في الأكليل، ويرتفع عن سطح البحر 2400متراً، وهو أحد أشهر ثلاثة جبال في هضبة يافع العليا، إلى جانب جبل “ثمر” وجبل “العُرّ”. ويقع في منتصف “مكتب الحضارم” أحد مكاتب يافع العشرة
ذكر الهمداني جبل حَبَة في كتابه صفة جزيرة العرب في حديثه عن سَرو حِمْيَر وأوديته وساكنه، قائلاً:
```
العر لأذان من يافع، وثمر للذراحن من يافع، وحبة للأبقور من يافع
```

ويتوسط جبل “حَبَة” المسافة بين جبل “العر” شرقا وجبل “ثَمَر” غرباً، وتنتشر حوله قُرى “حَبَهَات” وأوديتها، ففي جهته الشمالية تقع إلى الغرب قرية “الشقراء” المطلة على نقيل “ذَبُوب”، أما في طرفه الشمالي الشرقي فتقع قرية “سُمَارة”، المطلة على هاوية سحيقة تؤدي إلى وادي حطيب، وإلى الجنوب الشرقي لجبل حَبَة تقع قرية “حَبَة أهل سعيد”، وأسمها القديم “حَبَة أهل بِيْبَك” نسبة إلى آل أبي بكر، وقد حُذفت الهمزة والراء في أبي بكر، كما هو الحال في اللهجة اليافعية، إذ يُنطقون أبوبكر (بُوبك)، وبالمثل مدينة بني بكر تُنطق (بنَيْبَك)، إلى الشرق من جبل حَبَه وبمسافة تبعد قليلاً عن الجبل تقع قرية “حَبَة أهل مديد” التي تنتصب حصونها القديمة على تل جبلي في الطريق إلى مرفد والعر. ولآل مُديد الحَبَهي مأثرة بطولية، تتردد في ذاكرة الناس، حينما تصدروا صفوف المقتحمين في معركة (الخَلَقة)خلال المواجهات مع القوات الزيدية الغازية ليافع في عهد الدولة القاسمية، والتي اشتبك فيها الطرفان بالسلاح الأبيض ومُنيت خلالها قوات الغزاة بشر هزيمة. وإزاء مواقفهم البطولية تلك، طُلب منهم أن يختاروا ما يشاؤن تكريما وتقديراً لبطولتهم، فاختاروا أن تكون لهم “أول برعه” في أعياد يافع التقليدية، أي أن يتصدروا أفراح يافع كما تصدروا لمعركتها ضد الغزاة، ومن هنا جاء المثل اليافعي (أولْ بَرْعَهْ لصَاحِبْ حَبَهْ) والمقصود أن الأولوية لصاحب الحق في أي أمر من الأمور.

### جبل قنداس
يقع جبل قنداس خلف مدينة قنداس عاصمة وادي يهر، وقد عثر في قمته على
بقايا استيطان قديم تعود إلى فترة ما قبل الإسلام أهمها أحد المنازل الذي
نحت في الصخر أعلى الجبل، حيث نحت هذا المنزل أسفل صخرة كبيرة في القمة
عرضها حوالي 6 أمتار وارتفاع المكان الذي استخدم كمنزل يقارب 5 أمتار
تقريبا، وإلى جانب ذلك الجهد الكبير الذي بذل في نحت المنزل، أما
المخربشات والرسوم الصخرية التي تنتشر إلى جوار الصخرة في صخور مجاورة
تعتبر لوحة فنية جميلة رسمت باللون الأحمر، والتي أثبتت الدراسات الحديثة
أنها تعود إلى عصور ما قبل التاريخ، وهي ليست الفريدة من نوعها فهناك في
صعده رسوم ومخربشات تعود أيضاً إلى نفس الفترة، وتوجد في الناحية
الجنوبية من هذا الجبل خرائب، تبقى منها بعض جدران لمنازل قديمة ولكن
نتيجة لتحويل هذا المكان إلى مدرجات زراعية فقد طمست معالم تلك الخرائب،
ويوجد أسفلها صهريج دائري الشكل، طليت جدرانه بمادة القضاض.
تلك هي أهم آثار ومدن يافع.

### جبل نصبأ كساد
يقع جبل كساد إلى الشرق من جبل ثمر، وهو أيضا جبل مقدس كسابقه حيث عثر في
قمته على بقايا مبنى يعود إلى ما قبل الإسلام وهذا المبنى هو معبد قديم
كان مكرسا للإله (عثتر) الإله الشعبي معبود كل اليمنيين القدماء، وقد حمل
المعبد أسم الجبل (ع ر/ك س دم)، أي معبد جبل كساد.

## الأودية
أما الأودية في يافع فهي كثيرة وتتميز بمنظرها الجميل والرائع في منعطفاتها وانحدارتها التي تتمتع بها تلك المنطقة الجميلة في ذاتها ومن تلك الاودية المتميزة هي:
| - وادي يهر - وادي ذي ناخب - وادي حطاط - وادي حطيب - وادي بناء - وادي سلب - وادي سلفة - وادي العرقة - وادي طسة - وادي حدق - وادي السيل - وادي الخضراء - وادي حمومة | - وادي الكثيري - وادي مرحب - وادي بحر - وادي القاع - وادي تلب - وادي شعب العرب - وادي حرمان - وادي منقل - وادي يزيد - وادي دان - وادي فلاح - وادي معربان |

## التقسيم الأداري
ألغي التقسيم القبلي لبلاد يافع بعد الاستقلال مباشرة عام 1967م واعتمد نظام المحافظات والمديريات، فكانت يافع بكاملها عبارة عن (المديرية الغربية) من المحافظة الثالثة أبين وعاصمتها مدينة جعار في سنوات ما بعد الأستقلال.
ثم عدّل ذلك التقسيم في وقت لاحق فأصبحت
جعار تابعة للمديرية الجنوبية، وبقية يافع تابع للمديرية الغربية وعاصمتها لبعوس وكانت تضم
ثلاثة مراكز لبعوس ورصد والحد
وفي بداية ثمانينيات القرن العشرين الميلادي أعيد النظر في التقسيم الإداري لما كان يعرف حينها بـ اليمن الديمقراطية فتوزع يافع بين محافظتي لحج وأبين فالذي يتبع محافظة لحج مديرية يافع وتضم مراكز لبعوس والمفلحي والحد، وكان يهر تتبع مديرية المفلحي والذي يتبع محافظة أبين مديرية رصد وقد جعلت تابعة
لمديرية خنفر في البداية ثم أعلنت مديرية مستقلة بعد أحداث 13 يناير 1986م وكانت تضم ثلاثة مراكز رصد وسرار وسباح
وبعد إعلان الوحدة اليمنية عام 1990م استقر أمر يافع على ثمان مديريات
«'أربع تتبع محافظة لحج '» هي
- «لبعوس» وعاصمتها سوق السلام، ومساحتها 295 كم2
- «الحد» وعاصمتها بلدة بني بكر، ومساحتها 263 كم2
- «المفلحي» وعاصمتها سوق القراعي الواقع بجوار قريتي الجربة ومنفرة، ومساحتها 150 كم2

- «يهر» وعاصمتها سوق يهر عند مخرج وادي ضيك أسفل قرية السويداء، ومساحتها 244 كم2

«'أربع تتبع محافظة أبين»' هي
- «خنفر» وعصمتها مدينة جعار، ومساحتها 2199 كم2

مع ملاحظة ان مديرية خنفر تشمل إلى جانب أراضي يافع (يافع الساحل) مساحات من أراضي آل فضل والحواشب.
- «رصد» وعاصمتها سوق رصد، ومساحتها 198 كم2
- «سرار» وعاصمتها سوق سرار، ومساحتها 746 كم2
- «سباح» وعاصمتها سوق سباح، ومساحتها 361 كم2

وتتبع أجزاء كبيرة من مكتب كلد وبعض مناطق مكتبي يهر والمفلحي مديرية حبيل الجبر من محافظة لحج
وإذا ما نظرنا ليافع من الناحية الجغرافية والتاريخية والسكانية والاقتصادية فهي تعتبر محافظة لكنها فقدت كل هذه المزايا أو المميزات بعد الوحدة اليمنية

## لهجة يافع
لهجة أهل الجبال الجنوبية، يافع أرض جبلية قاسية وعرة واسعة تمتد من الضالع غرباً إلى لودر شرقاً.
تنطق الحروف باللهجة اليافعية مثل اللغة العربية الفصحى ما عدا حرفين: ( حرف القاف ) وينطق مثل ( حرف الغين )، بينما ينطق حرف الغين "همزة مفخّمة" أو يفخّم الحرف الذي قبله، ولكن الأجيال الجديدة تنطق معظم الكلمات التي بها غ كما هي بالفصحى.
وفي بعض الكلمات التي تحتوي على حرف الغين ينطق قاف، فمثلا; «قالي» بمعنى «غالي» وكذا «تقديك» بمعنى «تغديت»
تاء الفاعل: في اللهجة اليافعية تستبدل بـ«كاف» الفاعل مثلا يقال «سرك أي سرت» بمعنى ذهبت، و«نمك، أي نمت» «أكلك: أكلت، سافرك، أي سافرت، وهكذا» ولكن في الكاف اليافعية يستلزم السكون عليها مع ميل للضم وتسكين ما قبلها وتشبه في نطقها نطق حرف الk في آخر كلمة Talk أو Walk في الأنجليزية. في مناطق مجاورة ليافع تضم الكاف تماما ويلحق بها وأو مثل سافركو أي سافرت، مثل مناطق الشعيب والضالع وحالمين المحيطة بيافع.
مخاطبة الأنثى: تخاطب الأنثى في لهجة يافع بالشين بدل الكاف المكسورة، مثل : بيتش : بيتكِ، أخوش : أخوكِ.
وهذه معاني بعض كلمات اللهجة اليافعية :
إيش أو ويش؟ : ماذا؟
لمه؟ : لماذا؟
شي؟ : هل؟ , مثلاً; شي سرك البلاد؟ أي هل سرت (ذهبت) إلى البلاد؟
عثق وضبح : تعب، ملل
ابِي ، تَبِي ، تَبون : أريد ، تريد ، تريدون
لبج : ضرب
شَرَد : هرب، فر بعيدا
سوالف : حكايات وقصص
شِدَّا : تأتي بمعنى كثير أو بقوة أو بمعنى جدًا
شوي، شوية : قليل من الوقت أو الشيء
ما بعد : ليس بعد
عاد : تأتي للدلالة على الاستمرارية
عاشِّي ( بتشديد العين ): اختصار لـ"عاد شيء". يقال : عاشّي معاك عسل، أي هل بقي لديك عسل، أو كقولهم: عاشّي قِلك له، أي هل قلت له.
معاشّي : لم يبق أي شيء
وين : أين

## الفن اليافعي
اشتهر الفن اليافعي باليمن منذ القدم ولا تزال القصائد التي قالها الشاعر يحيى عمر تغنى إلى يومنا هذا فقد اشتهر فنانين يافع لأن في لهجتهم قربهم للبلاغة فقد اشتهرت كل المحافظات الجنوبية والمحافظات اليمنية بشي ويافع الفن والشعر ومن هؤلاء الفنانين /محسن علي بن مسعد الصلاحي
بن طويرق الناخبي وحسين عبد الناصر السعدي وعلي بن جابر اليزيدي، سالم البارعي، علي صالح اليافعي ومنير صايل عبادي الجبيري اليهري والفنان علي زيد شنظور الذي انتشرت اغانيه في كل اليمن يعرف الفن اليافعي بأنه يصف كل ما حوله ومعظمه بالأوضاع المعيشية والسياسة وهناك القليل من أغاني الحب ولا يخلو من الجرح والتقبيح حيث انه مثلاً يقوم شاعر بكتابة قصيدة وتسمى ((بدع)) عن حزب سياسي ويصفه انه فاسد ويرد عليه شاعر ويسمى ((جواب)) على محاسن الحزب وافات حزبه الذي ينتمي إليه وقد حقق الفن اليافعي أكثر انتشار في اليمن.

### عمارة يافعية
تصاميم المباني تجمع بين الأصالة والحداثة، فهي تتميز بشكلها الأصيل ذي النمط الحميري، رغم حداثة التقسيم الداخلي والأثاث، فيبنى البيت اليافعي من الصخور الصلبة التي تقطع من الجبال دون أن يتخللها الطوب كما يتميز بارتفاع طبقاته التي قد تصل إلى عشر طبقات وأكثر، كما يفصل بين كل طابق خط أبيض يزيد من جمال البيت وفي الأعلى يوجد مايشبه التاج يسمى ((تشاريف)) وغالبا ما تكون باللون الأبيض. البيت اليافعي يبدو كالقصور التاريخية القديمة من الخارج ولكن يتغير هذا الانطباع بمجرد دخولك فستشاهد روعه في التصميم فهو يحتوي على ملحقات تزيد من جماله مثل الادراج التي تثبت في الجدار بحيث لا تاخذ من مساحة الغرف و ((الهدة)) التي تكون كما سرير ومن أسفلها دواليب كما يتواجد الحمام في كل الغرف ولتميز الفن المعماري اليافعي فقد كان موضع اهتمام احتفالات اليمن باختيار صنعاء عاصمة الثقافة العربية 2004 وذلك بتخصيص قسم للمعمار اليافعي من ضمن فعاليات الدورة.

## هجرة اليافعيين
حيث هاجروا إلى عده مناطق منها حضرموت والمهرة واب حيث يوجد في محافظه أب عدة أسر يرجع نسبهم إلى يافع منهم مشايخ مخلاف عمار أسرة آل الحدي وشيخ ذي السفال محمد أحمد منصور اليحيوي اليافعي والشيخ / حمود عبده اليافعي وأيضا بعض الأسر في مديريتي الشعر وبعدان وقد ذكر الدكتور محمد مظفر الادهمي أستاذ التاريخ في جامعه أب غزو يافع لمحافظه أب ويعتقد أن انتشار البعض منهم في بعض قرى الشعر ومخلاف عمار ناتج عن هذا الغزو.
وفي الوقت الحالي الكثير منهم هاجر إلى الخارج مثل دول الخليج السعودية والإمارات وقطر والولايات المتحدة.

### اليافعيين في الخارج
حقق الاغتراب أعلى نسبه في اليمن داخل يافع فأصبح البيت اليافعي لا يخلو من شخص وأكثر مغترب بالخارج وتمثل دول أندونيسيا والهند أهم وجهات التجار في الزمن القديم.
أما الآن فقد أصبحت دول الخليج وأمريكا والصين أهم الوجهات، وأصبح اليافعي اسمً له سمعته في دول الخليج بسبب محافظته على عاداته، وأيضا لتفوقه في مجال التجارة، خاصة تجارة الملابس والذهب.
ففي المملكة العربية السعودية برز كثير من التجار في الخمسين السنة الأخيرة في جميع المجالات مثل العيسائي وبن شيهون والصانبي والذيباني والعنسي كما تتميز قبيلة يافع في قطر وفي عمان وفي الأمارات

## تقاليد يافعية
من عادات وتقاليد هذه المنطقة، وحيث تقام احتفالات العرس، يظل العريس يعمل دون استراحة، يشاركه كل المدعوين من المنطقة أو من يقربه من المناطق الأخرى أو المعاريف، وتحرم عادات المنطقة قبول (ضيافات) أو (رفده) من قبل الضيوف المشاركين، حتى في مناسبات العزاء أو في حفلات المواليد، إذ يحتفل أبناء منطقة يافع بمواليدهم الذكور والإناث، وتتكبد أسرة أم (المولود) تكاليف حفلة الغداء في منزل الزوج (المشتملة على مؤن المطبخ) حيث ينقلها والد الأم إلى منزل زوج ابنته لعمل حفلة غداء كبيرة.
وغالبا ما يستمر العرس الرسمي ثلاثة أيام تتخلله العزائم يوميا لكلا الجنسين وقد تختلف طريقة الاحتفال وما تتخلله الأيام الثلاثة من عادات باختلاف المكاتب وحتى القرى ذاتها.